# Decimio Germaniano
Decimio Germaniano (in latino Decimius Germanianus; fl. 361-366) è stato un politico romano.
Sotto l'imperatore Costanzo II fu consularis della provincia della Betica. Quando nel 361 il prefetto del pretorio delle Gallie Nebridio si rifiutò di giurare lealtà a Giuliano che si era ribellato al cugino Costanzo, Germaniano fu nominato prefetto al suo posto; ricoprì la stessa carica ancora nel 363–366.